# La Villa de Licinius
La villa de Licinius ou musée de la villa de Licinius est un espace d'exposition situé au cœur du village de Clonas-sur-Varèze en Isère, correspondant aux vestiges d'un site antique, datant de l'époque gallo-romaine, autour du IIe siècle ap. J.-C.
Le site permet, de découvrir, entre autres vestiges, une mosaïque polychrome de plus de 67 m2 représentant le Dieu Océan et qui ornait le sol de la salle de réception de cette grande villa romaine.

## Situation et description

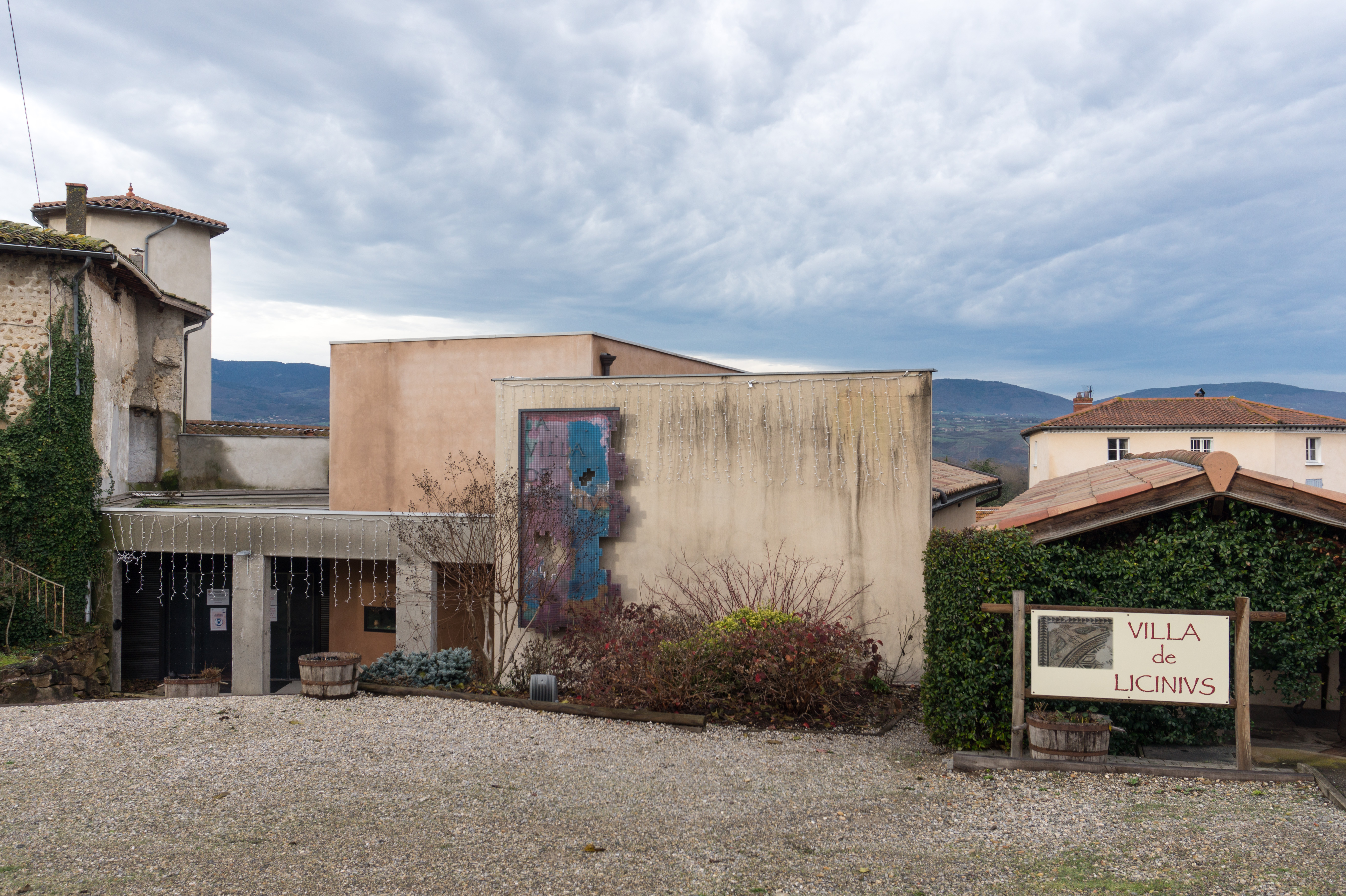
Entrée du site

Ce site et son espace d'exposition sont situés à Clonas-sur-Varèze, commune du département de l'Isère, en région Auvergne-Rhône-Alpes, à quelques kilomètres au sud de l'agglomération viennoise.
On peut accéder à ce site en voiture en empruntant l'autoroute A7 depuis Vienne-sud (au nord) ou Chanas (au sud).
- 11 Vienne-Sud à 33N ou 4 km (vers Marseille et Auberives-sur-Varèze)
- 12 Chanas à 24 km : (vers Roussillon et Saint-Maurice-l'Exil)

Le lieu est accessible en transport en commun grâce à la ligne A des transports du Pays Roussillonnais.
Très proche du centre d'un village aux rues assez étroites, de son église et de sa mairie, le musée est accessible à pied. Il se présente sous la forme d'un bâtiment entouré par un mur d'enceinte protégeant le domaine.
Le site de La Villa de Licinius abrite en particulier un pavement qui décorait durant l'époque romaine le sol du triclinium de la villa d'un patricien dénommé villa d’un certain Licinius.
Le jardin d’inspiration romaine qui entoure l'emplacement de l'ancienne villa est orienté plein ouest et permet de découvrir les plantes associées aux différents dieux de l’Olympe durant cette période.

## Histoire
Découverte à la suite de travaux en 1996, la mosaïque du dieu Océan, pièce notable du site et de son musée date du IIe siècle après J.-C.
Cette découverte a entraîné la création de l'association « Janus » qui a aussitôt entrepris la sauvegarde du site. La découverte d'une inscription gravée sur un tombeau, située près de cette mosaïque permit de connaître le nom de son propriétaire dénommé Licinius.
Le travail de restauration de cet ouvrage gallo-romain, comprenant la mosaïque et les vestiges archéologiques, a été rapidement entrepris (en association avec de nombreux partenaires dont le conseil départemental de l'Isère, la Région Rhône-Alpes et le service régional de l'archéologie, du musée dauphinois, puis, en 2008, un musée s'est organisé autour de ce patrimoine historique pouvant accueillant également diverses expositions et des concerts,.